# Georges Terlinden
Pour les autres membres de la famille, voir Famille Terlinden.
 (juillet 2023).
La mise en forme du texte ne suit pas les recommandations de Wikipédia : il faut le « wikifier ».
Les points d'amélioration suivants sont les cas les plus fréquents :
- Les titres sont pré-formatés par le logiciel. Ils ne sont ni en capitales, ni en gras.
- Le texte ne doit pas être écrit en capitales (les noms de famille non plus), ni en gras, ni en italique, ni en « petit »…
- Le gras n'est utilisé que pour surligner le titre de l'article dans l'introduction, une seule fois.
- L'italique est rarement utilisé : mots en langue étrangère, titres d'œuvres, noms de bateaux, etc.
- Les citations ne sont pas en italique mais en corps de texte normal. Elles sont entourées par des guillemets français : « et ».
- Les listes à puces sont à éviter, des paragraphes rédigés étant largement préférés. Les tableaux sont à réserver à la présentation de données structurées (résultats, etc.).
- Les appels de note de bas de page (petits chiffres en exposant, introduits par l'outil «  Source ») sont à placer entre la fin de phrase et le point final[comme ça].
- Les liens internes (vers d'autres articles de Wikipédia) sont à choisir avec parcimonie. Créez des liens vers des articles approfondissant le sujet. Les termes génériques sans rapport avec le sujet sont à éviter, ainsi que les répétitions de liens vers un même terme.
- Les liens externes sont à placer uniquement dans une section « Liens externes », à la fin de l'article. Ces liens sont à choisir avec parcimonie suivant les règles définies. Si un lien sert de source à l'article, son insertion dans le texte est à faire par les notes de bas de page.
- La présentation des références doit suivre les conventions bibliographiques. Il est recommandé d'utiliser les modèles {{Ouvrage}}, {{Chapitre}}, {{Article}}, {{Lien web}} et/ou {{Bibliographie}}. Le mode d'édition visuel peut mettre en forme automatiquement les références.
- Insérer une infobox (cadre d'informations à droite) n'est pas obligatoire pour parachever la mise en page.

Pour une aide détaillée, merci de consulter Aide:Wikification.
Si vous pensez que ces points ont été résolus, vous pouvez retirer ce bandeau et améliorer la mise en forme d'un autre article.
 (septembre 2023).
Le vicomte Georges Terlinden (Gand, 15 octobre 1851 - Schaerbeek, 28 novembre 1947), magistrat, procureur-général auprès de la Cour de Cassation de Belgique (1911-1926).

## Biographie
Georges-Charles Terlinden, membre de la famille Terlinden, est un fils de Charles-Jacques Terlinden (Gand, 1826 – Ixelles, 1891), président à la Cour d'appel de Bruxelles, lequel obtint en 1874 reconnaissance de noblesse héréditaire belge. Sa mère est Marie-Jeanne Blancquaert (1830-1920) native de Vinderhoute.
En 1877, il épouse à Schaerbeek Thérèse Eenens (1857-1920), fille du député Alexis Eenens. Ils ont cinq fils et une fille :
- Charles Terlinden, professeur d’université, vicomte (à partir de 1925), x Marguerite Orban de Xivry.
- Georges Terlinden (1879-1912), lieutenant, x vicomtesse Marie-Madeleine Davignon (1881-1962).
  - Philippe Terlinden (1906-1978), baron (depuis 1925).
- Marthe Terlinden (1881-1978), x baron Gaston de Bethune, lieutenant-colonel.
- Jacques Terlinden (1885-1978), lieutenant-général, baron (depuis 1925), x Germaine Ectors.
- André Terlinden (1888-1945), ingénieur civil, chef de cabinet du ministre des finances, industriel, baron (depuis 1925), x Madeleine Hainguerlot.
- Etienne Terlinden (1891-1914), docteur en droit, mort pour la Belgique à Duffel le 5 octobre 1914.

Georges Terlinden, promu docteur en droit, rejoint la magistrature belge, carrière couronnée par la fonction de procureur-général à la Cour de Cassation. Il exerça cette fonction pendant la Première Guerre mondiale et eut à se battre contre l’envahisseur afin de préserver l’indépendance de la justice belge. Il fut en outre président du Haut Conseil de la Chasse.
En raison de ses actes de résistance pendant la guerre, il a en 1921 été honoré du titre de vicomte, transmissible par primogéniture masculine. Son fils aîné put porter le titre du vivant de son père à partir de 1925, deux autres fils et un petit-fils purent dès la même année porter le titre de baron.

## Lutte pour l’indépendance de la justice

### La justice belge sous l’occupation
Lorsque l’armée allemande pris le contrôle de la majeure partie du territoire belge, le gouvernement belge, réfugié au Havre, donna instruction à la magistrature de poursuivre les travaux des tribunaux. Ainsi, une partie essentielle de la souveraineté pourrait continuer à s’exercer. Ce qui ne tarda pas de poser des problèmes délicats à la magistrature. Il s’agissait de sauvegarder le système judiciaire belge et de résister aux interférences de la part du pouvoir occupant.
Le rôle politique dévolu à la magistrature était inévitable, ne fusse que du fait que, tout comme l’occupant, elle s’attachait au maintien de l’ordre public. L'occupant reconnut l’indépendance de la justice belge, dans la mesure où elle ne s’opposait pas aux forces d’occupation et à ses diktats. Un modus vivendi assez boiteux fut élaboré, sur base de la Convention de La Haye. Sur cette base, les tribunaux purent convenablement fonctionner pendant la majeure partie de la guerre. Ce n’est qu’en février 1918 que cela prit fin, tandis que le 26 mars 1918 le gouverneur-général allemand prit la décision d’organiser des tribunaux dirigés par les allemands.
Ce sont des évènements survenus deux mois plus tôt qui furent la cause de cette évolution. Fin décembre 1917, le Conseil de Flandre avait proclamé l’indépendance de la Flandre. Au mois de janvier des affiches, apposées dans quelques grandes villes, informaient de cet évènement. Le 7 février 1918, la Cour d’appel de Bruxelles intima son procureur-général de procéder à l’arrestation des responsables de cette atteinte à l'intégrité de la nation. Celui-ci procéda à l’arrestation de deux membres du Conseil de Flandre. Malgré le fait que les Allemands n’avaient nullement appréciés et encore moins reconnus cette déclaration d’indépendance, qu’ils jugeaient intempestive et mal venue, ils considérèrent que les arrestations constituaient une attaque contre leur Flamenpolitik. Ils firent immédiatement libérer les deux personnes arrêtées et firent arrêter et déporter en Allemagne les présidents de la Cour d’appel, tandis que les conseillers de cette cour étaient condamnés à l'inaction. Sur ce, la Cour de Cassation, réunie en assemblée générale, décida de se mettre en grève illimitée. La plupart des tribunaux se joignirent à cette protestation et bientôt la totalité de la justice belge se trouva à l’arrêt. C’est alors que l’autorité allemande décida d’organiser ses propres tribunaux civils et correctionnels. Dans la pratique, il n’en résulta que peu d’organisation réelle, au cours des derniers mois plutôt chaotique de l’occupation.
Après la guerre, l’épisode glorieux de la résistance à l’ennemi de la part de l’organe suprême de la justice belge fut mis en lumière, plus particulièrement dans les mercuriales prononcées par les procureurs-généraux.

### Georges Terlinden pendant la guerre
Georges Terlinden se trouva responsable de la nomination de successeurs pour les magistrats qui atteignaient l’éméritat ou décédaient. En prolongeant certains mandats au-delà de la retraite ou en nommant des temporaires, il put en règle générale éviter l’immixtion de l’occupant. À partir de l’été 1917 il eut toutefois à faire face à un ‘’Ministère de la Justice’’ pour la Flandre, mis sur pied par les activistes flamands. Son secrétaire-général Flor Heuvelmans ayant exigé d’obtenir la liste des postes vacants dans la magistrature en pays flamand, les procureurs-généraux de Bruxelles et de Gand refusèrent nettement de les communiquer. Ils informèrent les Allemands qu’il s’agissait là d’une immixtion intolérable. Néanmoins, fin 1917 – début 1918, à la suite de la déclaration d’indépendance flamande, les activistes procédèrent à la nomination, approuvée par les Allemands, de quelques juges de paix activistes. Ils furent évidemment promptement débarqués après la Libération.
Un autre problème grave concernait la validité juridique de décisions imposées par l’occupant, qui pouvaient se trouver en opposition avec la législation belge. Les différents tribunaux prenaient à ce propos des décisions en sens divers et il revenait à la Cour de Cassation d'établir, en fin de parcours, une décision officielle et définitive. Les conseillers à la Cour de Cassation, et en premier lieu de procureur-général, devaient dans ces cas décider s’ils rechercheraient un compromis ou se dirigeraient vers l’opposition frontale.
Jusqu’en février 1918, la Cour de Cassation avait vu s’affronter en son sein des partisans et des adversaires de compromis. Chaque mesure édictée par l’occupant ayant des implications juridiques, était âprement discutée et en général le compromis l’emportait, quoiqu’à partir de 1916 la minorité préférant un refus radical allait grandissante. La décision radicale de février 1918 fut prise à l’unanimité : l’indépendance de la justice était en jeu et aucun compromis ne paraissait possible.
Les archives disponibles ont permis de constater que pendant l’occupation, Georges Terlinden adopta une position modérée et ne refusa pas de négocier avec les Allemands et de parvenir à des compromis, souvent grâce à l’intervention du diplomate espagnol, Rodrigo de Saavedra y Vinent, marquis de Villalobar. Lorsque toutefois l’incident majeur de février 1918 se présenta, Terlinden fut tout aussi radical que tous les autres pour décider la grève illimitée des activités.

## Le domaine de Schiplaken
En 1886, Georges Terlinden devint le locataire du château de Schiplaken, dans la localité brabançonne du même nom, situé dans la commune de Boortmeerbeek. En 1894, il en devint le propriétaire et en entreprit la reconstruction. En 1914, les Allemands saccagèrent et incendièrent le château. En 1920, l'on put rouvrir un château entièrement reconstruit. En 1940 le sort fut plus clément et le château fut sauvegardé quoique occupé successivement par des officiers allemands et américains. Vers 1950 le château fut vendu et la famille se retira dans la maison de campagne voisine, nommée Lindenhof, tout en demeurant propriétaire d’une bonne partie des bois environnants.

## Publication
- La magistrature belge sous l’occupation allemande. Souvenirs de guerre, août 1914 - octobre 1918, mercuriale prononcée par le procureur-général Terlinden à la session d’ouverture du 1er octobre 1919.

## Source
- Journal de Georges Terlinden, du 25 juillet 1914 au 27 novembre 1918, inédit.

Ce journal est constitué de 55 cahiers de formats divers. Il fait partie des archives de son fils, le professeur Charles Terlinden, déposés aux archives de l’Université catholique de Louvain.

## Hommage
- Un buste en bronze de Georges Terlinden se trouve à côté de l’église de la Sainte Famille (1907) à Schiplaken. Un buste, travail d'un autre artiste, se trouve au Palais de Justice de Bruxelles ainsi que dans la Maison des Arts de Schaerebeek.. La paroisse de Schiplaken fut fondée à l’initiative de Georges Terlinden. L'église, le presbytère et l’école primaire furent construits à ses frais.

## Littérature
- Louis Gille, Alphonse Ooms et Paul Delandsheere, Cinquante mois d'occupation allemande, Bruxelles, 1919.
- (nl) Hendrik Mommaerts et Pieter Van Hees, « Raad van Vlaanderen », dans Nieuwe encyclopedia van de Vlaamse Beweging, Tielt, 1998.
- Jean-Marie Piret (procureur-général près la Cour de Cassation), Considérations sur la Justice, mercuriale du 1er septembre 1999 (lire en ligne [PDF]).
- Mélanie Bost et Aurore François, La grève de la magistrature belge (février – novembre 1918). Un haut fait de la résistance nationale à l’épreuve des archives judiciaires, 2009.
- (nl) Mélanie Bost, « Prelude: De eerste ervaring van de Belgische rechterlijke macht met de Duitse bezetting, 1914-18 », dans Hooggerechtshoven onder nazi-bezetting, Amsterdam University Press, 2022.